# 日本大毛蚶
日本大毛蚶（学名：Scapharca satowi nipponensis），是魁蛤目魁蛤科毛蚶属的一种。主要分布于台湾，常栖息在浅海沙底。